# Cmentarz wojenny nr 74 – Szymbark
Cmentarz wojenny nr 74 – Szymbark – zabytkowy cmentarz z I wojny światowej, zaprojektowany przez Hansa Mayra, położony na terenie wsi Szymbark w gminie Gorlice w powiecie gorlickim w województwie małopolskim. Jeden z ponad 400 zachodniogalicyjskich cmentarzy wojennych zbudowanych przez Oddział Grobów Wojennych C. i K. Komendantury Wojskowej w Krakowie. Należy do III Okręgu Cmentarnego Gorlice.

## Opis
Cmentarz znajduje się w centrum Szymbarku i zajmuje kwaterę na cmentarzu parafialnym. 
Obiekt ma kształt niesymetrycznego wieloboku, o powierzchni ogrodzonej około 484 m². Cmentarz ogrodzono pełnym murem betonowym od strony północnej i zachodniej, a z pozostałych stron słupami betonowymi połączonymi podmurówką i żelaznymi poręczami. Na osi metalowej furtki od południa, alejka prowadząca do krzyża centralnego z żelaznych rur z półkolistym blaszanym nakryciem. Groby ziemne w układzie rzędowym nieregularnym z nagrobkami w formie żeliwnych krzyży dużych i mniejszych łacińskich z datą 1915 na betonowych cokolikach oraz betonowe stele z żeliwną tablicą inskrypcyjną. 
Na cmentarzu pochowano 78 żołnierzy w 36 pojedynczych grobach i 12 mogiłach zbiorowych:
- 45 żołnierzy austro-węgierskich
- 28 żołnierzy niemieckich
- 5 żołnierzy rosyjskich

poległych w 1914 i 1915 na pozycji szymbarskiej broniącej podejść do Gorlic oraz w mogile zbiorowej z żelaznym krzyżem 6 żołnierzy polskich z oddziału majora Bolesława Miłka poległych 7 września 1939 w walce z Niemcami w Szymbarku .

## Galeria

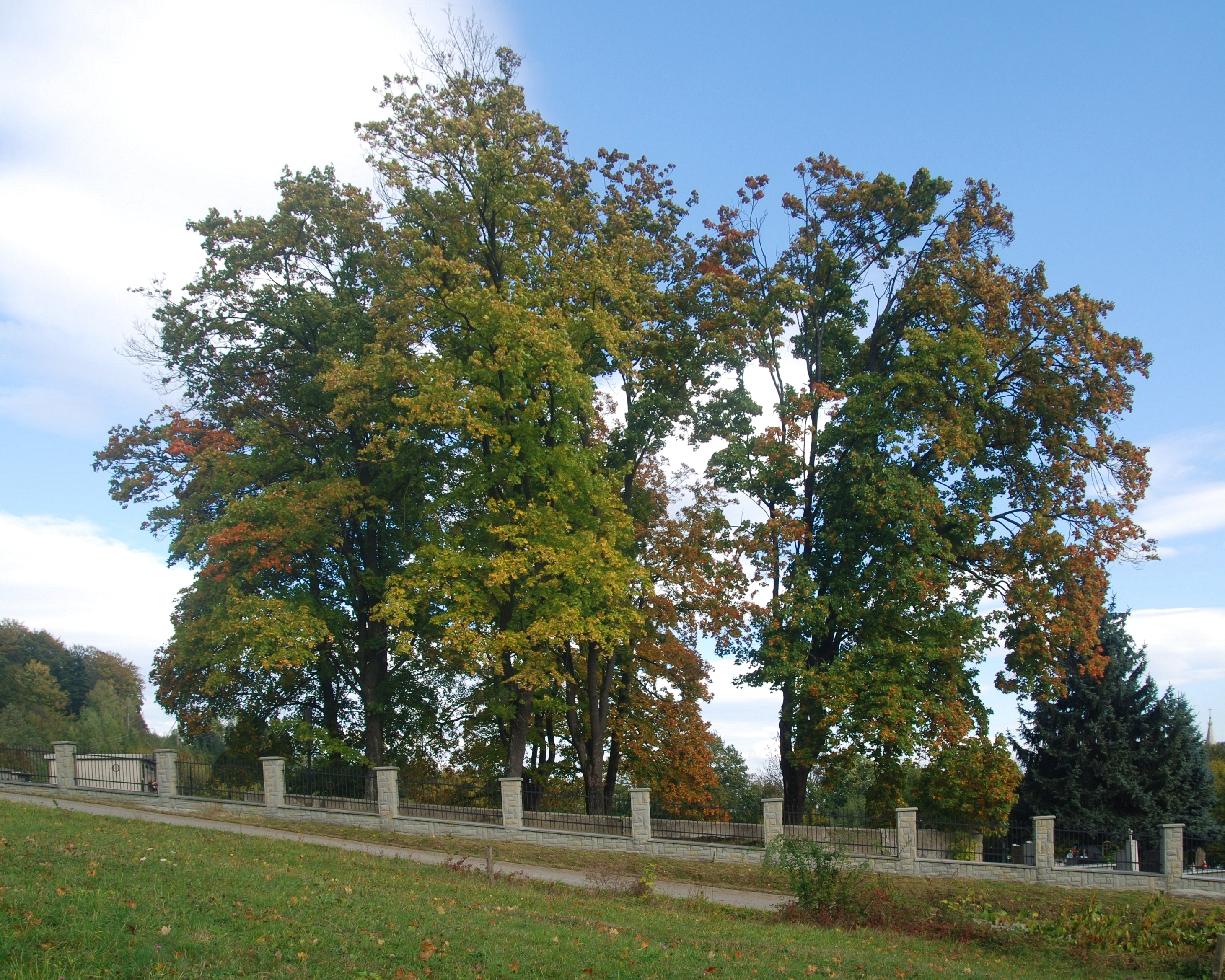
Widok od strony zach.
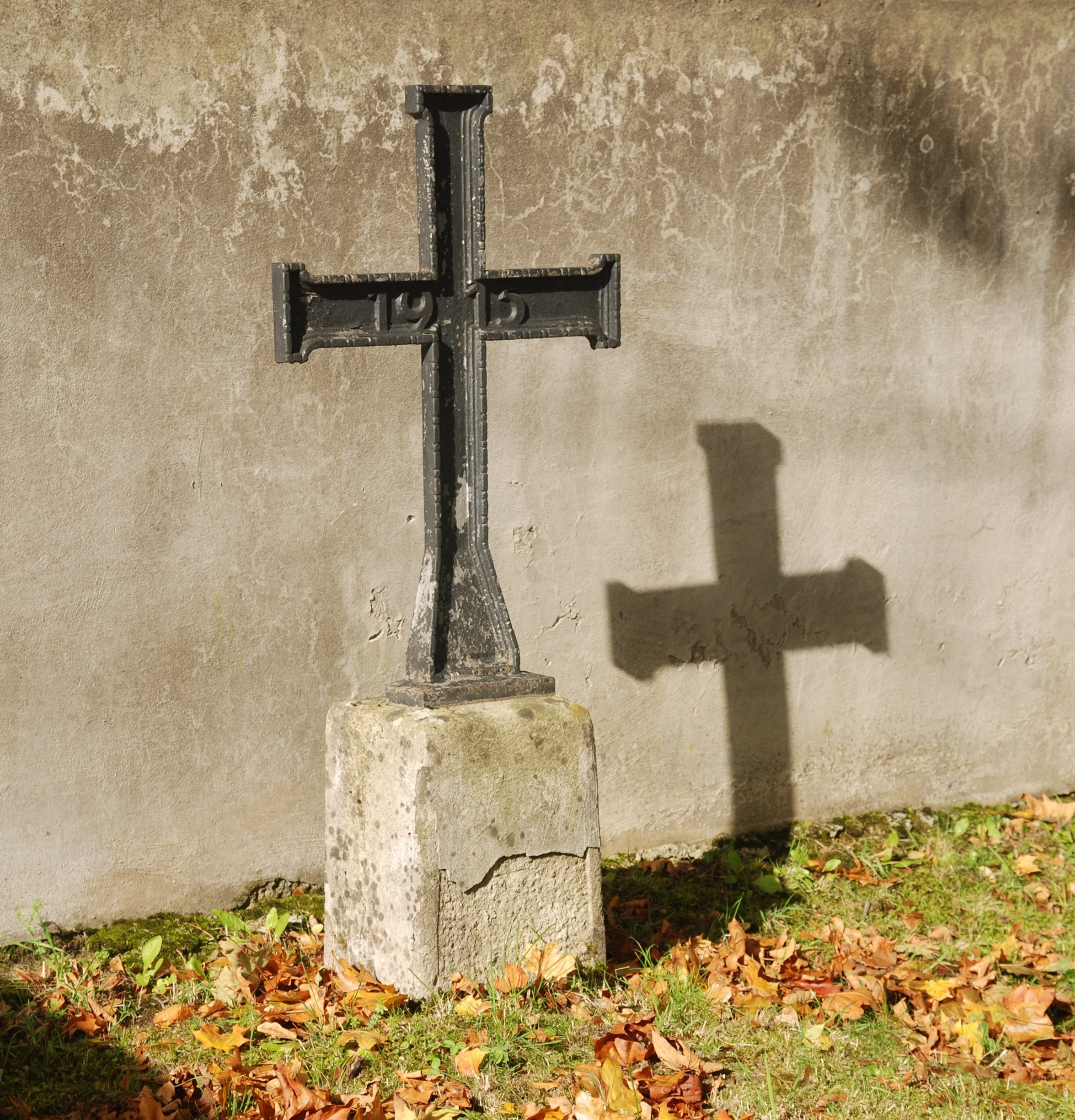
Krzyż Mayra dla żołnierzy niemieckich
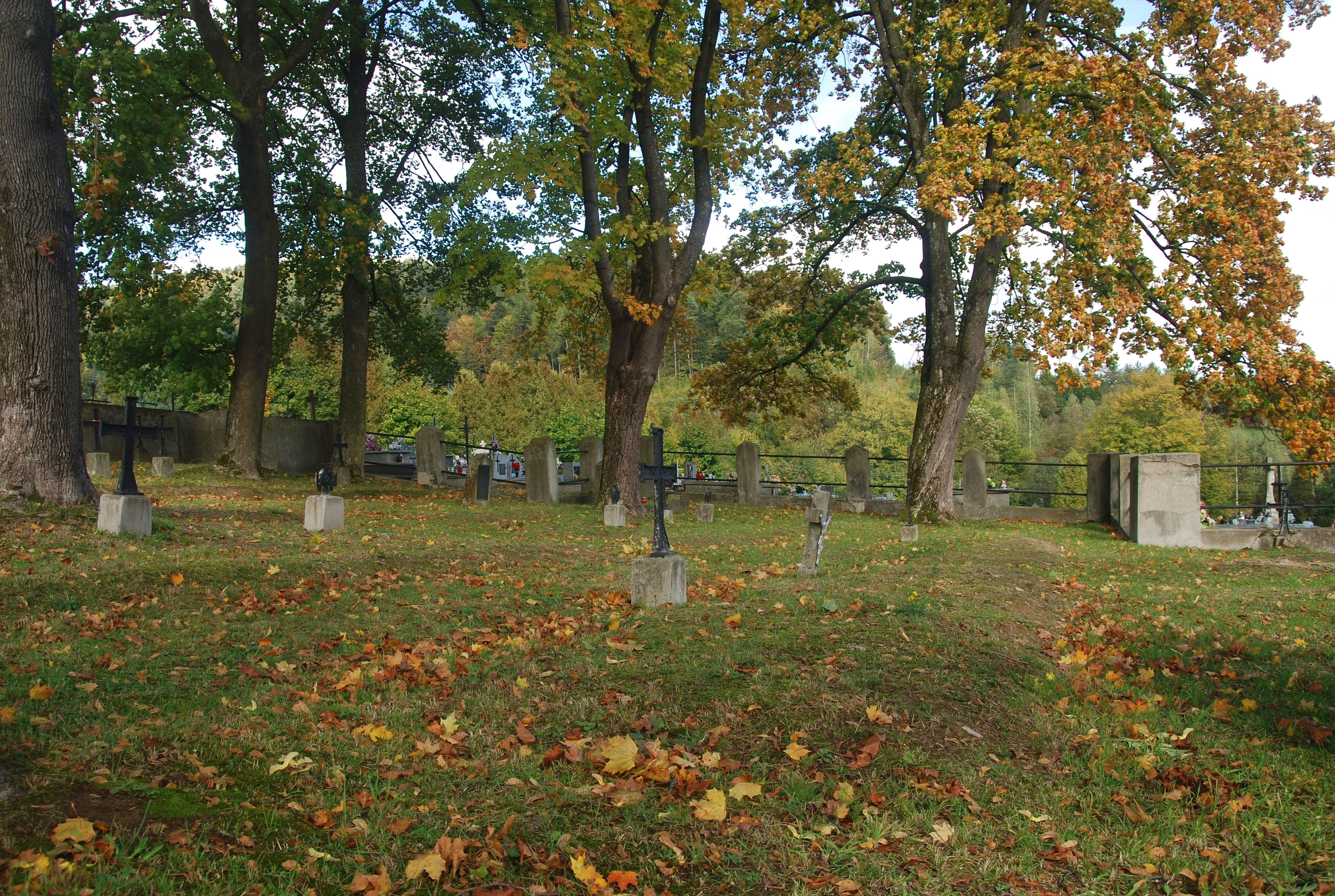
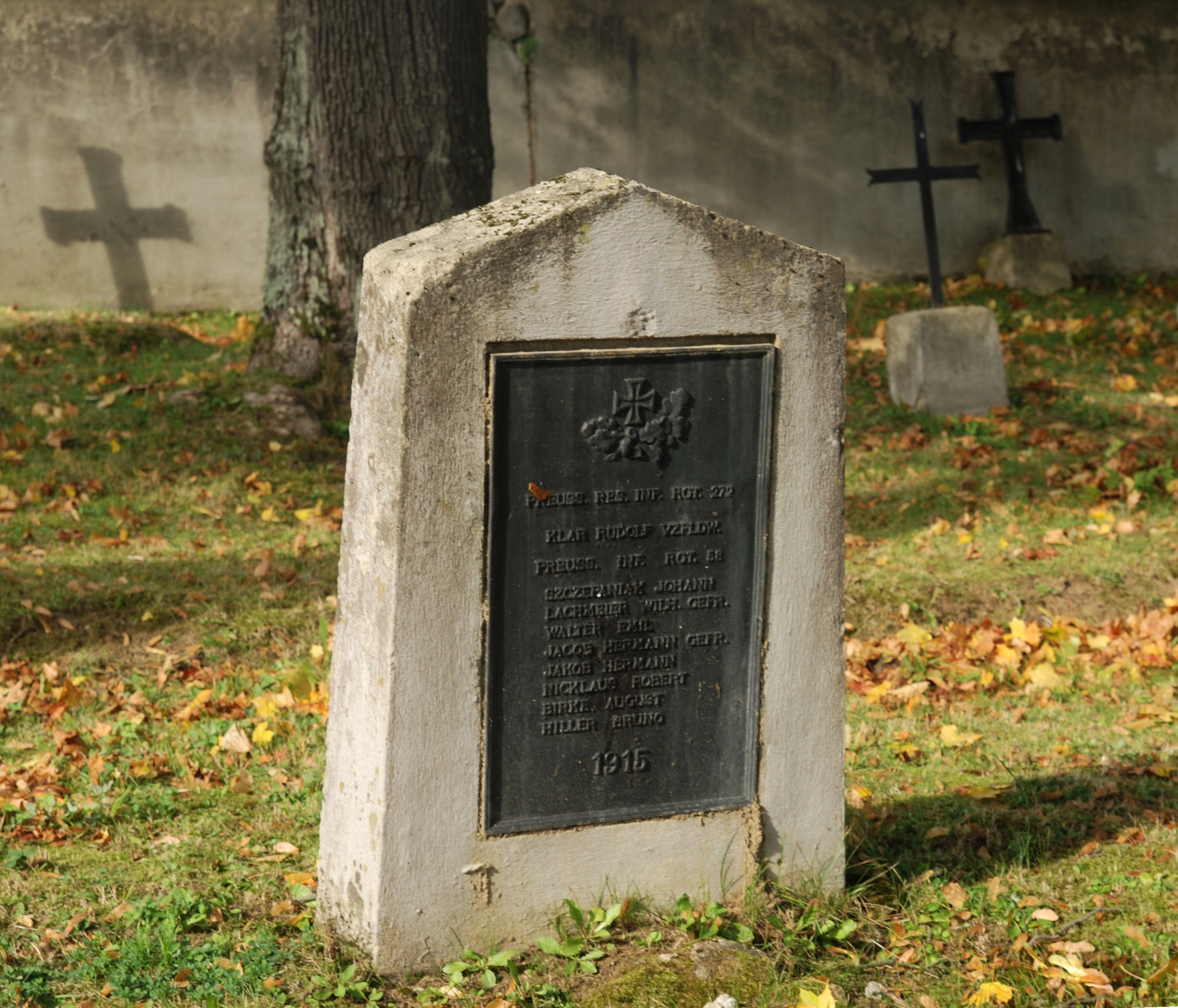
Stela
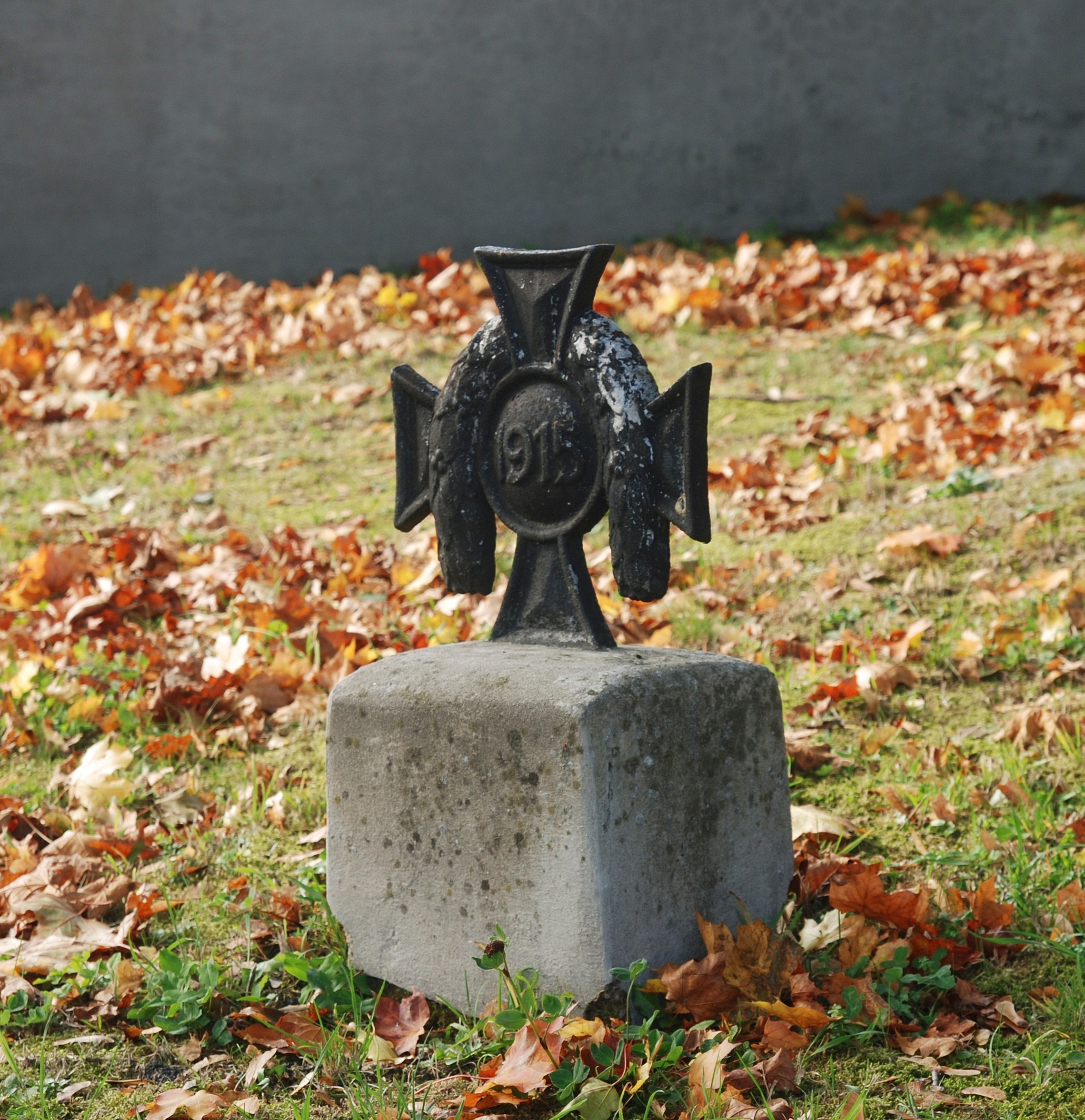
Mały krzyż austriacki
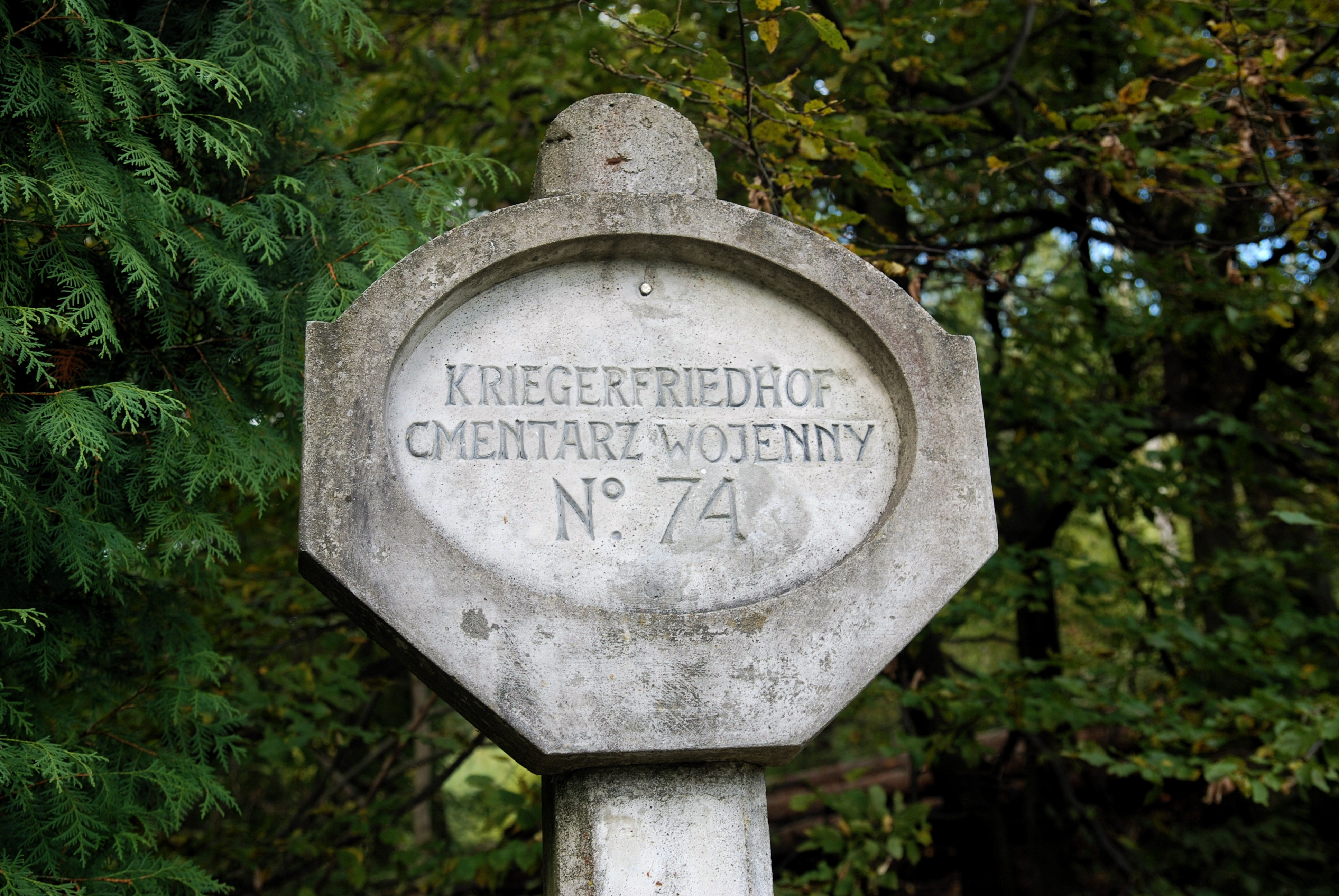
Tablica lokalizacyjna